# ジョブストリート
ジョブストリートはアセアン、南アジアの各国に展開する、オンライン求人サイト。
2008年末現在、670万人の登録者および約80万件の求人情報を掲載している。
マレーシア、シンガポール、インド、インドネシア、タイ、バングラデシュ、香港、フィリピンおよび日本に現地法人を有する。

## 略歴
- 1995年 マレーシア国籍のマーク・チャン（Mark Chang）が、マレーシアオンラインの求人ページを発展させて発足。
- 2004年 マレーシア、MESDAQ市場に上場。
- 2007年 マレーシア一部市場に上場。

日本では、2007年からジョブストリート株式会社が発足した。ジョブストリート株式会社は2003年から東南アジアの技術者を採用し、紹介・派遣していたアジアンコミッションがジョブストリート・ドットコムに第三者割当増資を行い設立された。
ファームウェア技術者等東南アジアと南アジアの技術者を、日本の技術開発の現場に送る業務を行っている。
日本語ブートキャンプと呼ばれる3ヶ月で1000時間の日本語研修を行っている。
日本語ブートキャンプは公文教育研究会、カイ日本語スクールと提携し実施している。